# Tommaso Balasso
Tommaso Balasso, detto Tom (Schio, 29 marzo 1981), è un ex sciatore alpino italiano, dal 2003 al 2010 atleta guida di Gianmaria Dal Maistro, sciatore ipovedente con il quale vinse diverse medaglie paralimpiche e iridate e tre Coppe del Mondo di specialità.

## Biografia
Dopo l'esperienza agonistica maturata negli anni, nel 2003 entrò a far parte della Nazionale italiana di sci alpino paralimpico nel ruolo di atleta guida dello sciatore ipovedente Gianmaria Dal Maistro (i due vengono indicati anche con il nomignolo "Tom & Jerry"). In quella stessa stagione 2002-2003 vinsero la Coppa del Mondo di supergigante; l'anno dopo ai Mondiali di Wildshonau 2004, esordio iridato di Balasso, conquistarono la medaglia d'argento nel supergigante e nello slalom gigante, quella di bronzo nello slalom speciale e si classificarono al 5º posto nella discesa libera.
Sempre in coppia con Dal Maistro esordì ai Giochi paralimpici a Torino 2006, dove vinse la medaglia d'oro nel supergigante e quella d'argento nello slalom gigante; nel 2009 ai Mondiali di Pyeongchang 2009, sua ultima presenza iridata, conquistò la medaglia di bronzo nello slalom gigante e nella supercombinata e si piazzò 8º nel supergigante e 4º nello slalom speciale.
Ai X Giochi paralimpici invernali di Vancouver 2010, dopo esser stati portabandiera durante la cerimonia di apertura, Balasso e Dal Maistro vinsero la medaglia d'argento nella supercombinata, quella di bronzo nello slalom gigante e nello slalom speciale e si classificarono al 7º posto nel supergigante. Nella stagione 2009-2010 vinsero le Coppe del Mondo di slalom gigante e di supercombinata; si ritirarono in quello stesso 2010.

## Palmarès

### Paralimpiadi
- 5 medaglie:
  - 1 oro (supergigante a Torino 2006)
  - 2 argenti (slalom gigante a Torino 2006; supercombinata a Vancouver 2010)
  - 2 bronzi (slalom gigante, slalom speciale a Vancouver 2010)

### Mondiali
- 5 medaglie[3]:
  - 2 argenti (supergigante, slalom gigante a Wildshonau 2004)
  - 3 bronzi (slalom speciale a Wildshonau 2004; slalom gigante, supercombinata a Pyeongchang 2009)

### Coppa del Mondo
- Vincitore della Coppa del Mondo di supergigante nel 2003[1]
- Vincitore della Coppa del Mondo di slalom gigante nel 2010[1]
- Vincitore della Coppa del Mondo di supercombinata nel 2010[1]